# Lil Nas X
Montero Lamar Hill (Atlanta, Georgia; 9 de abril de 1999), más conocido por su nombre artístico Lil Nas X, es un rapero, cantante y compositor estadounidense. Ganó reconocimiento con el éxito de su tema «Old Town Road», que se hizo viral en TikTok y alcanzó el número 1 en al menos veinte países, entre estos Canadá y los Estados Unidos, donde también le entregaron el disco de diamante por sus ventas. Con 18.4 millones de unidades, fue la segunda canción más vendida del 2019 a nivel mundial. Además de ello, «Old Town Road» se alzó con un galardón en los American Music Awards y con dos en los premios Grammy y los MTV Video Music Awards.
Lil Nas X volvió a alcanzar el #1 en la mayoría de listas mundiales con su nuevo sencillo Montero (Call Me by Your Name). Sin embargo, esta vez fue objeto de una gran polémica en torno al vídeo oficial de la canción.

## Trayectoria
Lil Nas X se graduó del Lithia Springs High School, en Atlanta, Georgia.
Comenzó su carrera como una personalidad de internet en Twitter. Ganó popularidad a través de su cuenta fan de Nicki Minaj «NasMaraj», haciendo referencia al apellido real de Nicki Minaj «Maraj», así como el rapero de Nueva York Nas. En 2015, Lil Nas X se hizo conocido por sus tuits virales y su otra página de fanes «FactsAboutNM». En 2017, su cuenta «NasMaraj» llamó la atención por sus «hilos de escenarios» interactivos. Estos temas de estilo microrrelato se popularizaron en Twitter mediante la aplicación de medios sociales, TweetDeck. Después de historias o publicaciones de medios vinculando a Montero con la cuenta «NasMaraj», por razones desconocidas, el ha negado que haya dirigido la cuenta «NasMaraj».
Comenzó a subir canciones en SoundCloud en 2018. El 3 de diciembre de 2018, lanzó la canción country «Old Town Road». La canción se volvió viral a principios de 2019 debido al meme «Yeehaw Challenge» en la aplicación de redes sociales TikTok. «Old Town Road» debutó en el número 83 en el Billboard Hot 100, luego subió al número uno. También debutó en la lista de canciones Hot Country en el número 19 y en la Hot R&B/Hip-Hop Songs en 36.

Billboard eliminó, de manera controvertida, la canción de la lista Hot Country en marzo de 2019. Hablando sobre su decisión en la revista Rolling Stone, Billboard dijo:
Tras una revisión adicional, se determinó que «Old Town Road» de Lil Nas X actualmente no merece su inclusión en las listas country de Billboard. Al determinar los géneros, se examinan algunos factores, pero ante todo es una composición musical. Si bien «Old Town Road» incorpora referencias a imágenes countrys y vaqueros, no abarca suficientes elementos de la música country de hoy en día en su versión actual.
Otro portavoz de Billboard le dijo a Genius: «La decisión de Billboard de sacar la canción de la lista country no tuvo absolutamente nada que ver con la raza del artista».
Billy Ray Cyrus, estrella de la música country, desde entonces ha apoyado «Old Town Road» de Lil Nas X en un tuit, y él es un vocalista invitado en un remix de la canción lanzada a principios de abril de 2019. El 16 de abril de 2019, se anunció que Lil Nas X había batido el récord de Drake por la mayor cantidad de streamings de Estados Unidos en una semana. «Old Town Road» alcanzó 143 millones de streamings para la semana que terminó el 11 de abril, superando «In My Feelings» de Drake, que alcanzó 116.2 millones de streamings en una semana en julio de 2018. «Old Town Road» rompió el récord del mayor número de semanas en el número 1 del Billboard Hot 100 tras haber permanecido en la cima por 17 semanas consecutivas. Asimismo, llegó a la cima en las listas de países como Canadá, Nueva Zelanda y el Reino Unido. Con 18.4 millones de unidades, fue la segunda canción más vendida del 2019 a nivel mundial.
Lil Nas X recibió ocho nominaciones a los MTV Video Music Awards de 2019 gracias a «Old Town Road», entre estas Vídeo del Año. Logró alzarse con dos galardones; Canción del Año y Mejor Dirección. También obtuvo cinco nominaciones a los American Music Awards y ganó una. Asimismo, fue nominado a seis categorías en los premios Grammy de 2020, incluidas Álbum del Año (7), Grabación del Año («Old Town Road») y Mejor Artista Nuevo, y logró ganar dos galardones como Mejor Vídeo Musical y Mejor Interpretación de Pop de Dúo/Grupo, ambas por «Old Town Road».
El 29 de marzo de 2021, Lil Nas X se asoció con el colectivo de arte con sede en Nueva York MSCHF para lanzar un par modificado de Nike Air Max 97 llamado «Satan Shoes», que se puede ver en los pies de Satanás en el video musical utilizado para promover el lanzamiento de «Montero (Call Me by Your Name)». Los zapatos son negros y rojos con un pentagrama de bronce, llenos de «60 cc y 1 gota de sangre humana». Solo se fabricaron 666 pares a un precio de $ 1,018. Nike dijo que no participaron en la creación y promoción de los zapatos y no respaldaron los mensajes de Lil Nas X o MSCHF. La compañía presentó una demanda de marcas registradas contra MSCHF en un tribunal federal de Nueva York. El 1 de abril, el juez emitió una orden de restricción temporal bloqueando la venta y distribución de los zapatos en espera de una orden judicial preliminar.

Lil Nas X ha aparecido en portadas para Teen Vogue o Dazed, y ha protagonizado campañas para Calvin Klein , junto a Hunter Schafer, Gucci o Fenty, la firma de Rihanna. Posó en los iHeartRadio Music Awards con un mini bolso de la marca Telfar, de Telfar Clemens. Para los Grammy de 2020 utilizó un total look rosa de Versace. Y para los American Music Awards usó un look de flúor de Christopher John Rogers. En el programa Saturday Night Live utilizó dos looks, uno con enormes plumas y otro un traje blanco de Mowalola.

## Vida personal
En junio de 2019, durante la celebración del Orgullo LGBT, Lil se declaró homosexual. La respuesta de la noticia fue en su mayoría positiva, pero también generó una gran reacción negativa en las redes sociales, a lo que Nas X también respondió. La reacción también vino de la comunidad hip hop, llamó la atención sobre la homofobia en la cultura hip hop. Aunque en febrero de 2023 Lil Nas X pareció dar a entender que era bisexual, en noviembre de 2023 declaró que seguía siendo gay.
En diciembre de 2023, anunció que se había convertido en cristiano, lo cual resultó ser una herramienta promocional para anunciar el lanzamiento de su sencillo J CHRIST, el 12 de enero de 2024.

## Discografía

### Álbumes de estudio
| Título  | Detalles                                                                                                 | Certificaciones                                                                                  |
| ------- | --- | ------------------------------------------------------------------------------------------------ |
| Montero | - Lanzamiento: 17 de septiembre de 2021 - Discográfica: Columbia - Formatos: descarga digital, streaming | - RIAA: Platino - BPI: Plata - IFPI NOR: Platino - IFPI SUE: Platino - RMNZ: Platino - SNEP: Oro |

### Mixtapes
| Título   | Detalles                                                                                                |
| -------- | --- |
| Nasarati | - Lanzamiento: 24 de julio de 2018 - Discográfica: Auto lanzado - Formatos: Descarga digital, streaming |

### EPs (Extended Play)
| Título | Detalles                                                                                                | Posición más alta | Posición más alta | Posición más alta | Posición más alta | Posición más alta | Ventas                        | Certificaciones                                                               |
| Título | Detalles                                                                                                | EE. UU.           | AUS               | CAN               | NZ                | RU                | Ventas                        | Certificaciones                                                               |
| ------ | --- | ----------------- | ----------------- | ----------------- | ----------------- | ----------------- | ----------------------------- | ----------------------------------------------------------------------------- |
| 7      | - Lanzamiento: 21 de junio de 2019 - Discográfica: Columbia - Formatos: CD, descarga digital, streaming | 2                 | 5                 | 1                 | 5                 | 23                | - EE. UU.: 4,000 - CAN: 1,000 | - RIAA: Platino - MC: Platino - IFPI Nor: Platino - IFPI Din: Oro - SNEP: Oro |

### Sencillos
| Título                                       | Año  | Mejores posiciones | Mejores posiciones | Mejores posiciones | Mejores posiciones | Mejores posiciones | Mejores posiciones | Mejores posiciones | Mejores posiciones | Mejores posiciones | Certificaciones | Álbum                  |
| Título                                       | Año  | EE. UU.            | EE. UU. R&B/HH     | AUS                | CAN                | IRL                | NOR                | NZ                 | SUI                | RU                 | Certificaciones | Álbum                  |
| -------------------------------------------- | ---- | ------------------ | ------------------ | ------------------ | ------------------ | ------------------ | ------------------ | ------------------ | ------------------ | ------------------ | --- | ---------------------- |
| «Old Town Road» (solo o con Billy Ray Cyrus) | 2018 | 1                  | 1                  | 1                  | 1                  | 1                  | 1                  | 1                  | 1                  | 1                  | - MC: Diamante - RIAA: Diamante - SNEP: Diamante - ARIA: 13× Platino - BPI: 3x Platino - IFPI Suiza: 5x Platino - PROMUSICAE: Oro - RMNZ: 4x Platino | 7                      |
| «Panini»                                     | 2019 | 5                  | 2                  | 15                 | 8                  | 18                 | 26                 | 14                 | 43                 | 21                 | - RIAA: 6x Platino - ARIA: 2x Platino - BPI: Platino - IFPI Suiza: Oro - MC: 4x Platino - RMNZ: Oro - SNEP: Oro                                      | 7                      |
| «Rodeo» (con Cardi B o con Nas)              | 2020 | 22                 | 12                 | 72                 | 44                 | 35                 | –                  | –                  | 82                 | 55                 | - RIAA: 2x Platino - MC: Platino | 7                      |
| «Holiday»                                    | 2020 | 37                 | 12                 | 42                 | 27                 | 18                 | 10                 | –                  | 26                 | 23                 | - RIAA: Oro - BPI: Plata - IFPI Suiza: Oro | Sencillo independiente |
| «Montero (Call Me By Your Name)»             | 2021 | 1                  | –                  | 1                  | 1                  | 1                  | 1                  | 2                  | 2                  | 1                  | - RIAA: 2x Platino - ARIA: Platino - BPI: Platino - IFPI Suiza: Oro - PROMUSICAE: 2x Platino - RMNZ: Platino                                         | Montero                |
| «Sun Goes Down»                              | 2021 | 66                 | –                  | 82                 | 41                 | 35                 | –                  | –                  | 85                 | 42                 | | Montero                |
| «Industry Baby (con Jack Harlow)»            | 2021 | 1                  | 1                  | 5                  | 3                  | 7                  | 3                  | 3                  | 5                  | 7                  | - RIAA: Platino - ARIA: Oro - FIMI: Oro - AFP: Oro - AMPROFON: Oro - PROMUSICAE: Oro - BPI: Plata - RMNZ: Oro                                        | Montero                |
| «Thats What I Want»                          | 2021 | 8                  | -                  | 7                  | 5                  | 3                  | 7                  | 6                  | 13                 | -                  | - RIAA: Platino - ARIA: Platino - BPI: Plata - IFPI Suiza: Oro - FIMI: Oro - SNEP: Oro - IFPI Noruega: Oro - RMNZ: Platino                           | Montero                |
| «Star Walkin'»                               | 2022 | 32                 | -                  | 21                 | 17                 | 53                 | 27                 | 38                 | 25                 | 40                 | - RIAA: Oro - ARIA: Oro - BPI: Plata | Sencillo independiente |
| «J Christ»                                   | 2024 | -                  | -                  | -                  | -                  | -                  | -                  | -                  | -                  | -                  | | TBA                    |

### Videos musicales
| Sencillo                                                | Año  | Director(s)               | Ref.   |
| ------------------------------------------------------- | ---- | ------------------------- | ------ |
| "Old Town Road" (junto a Billy Ray Cyrus)               | 2019 | Calmatic                  | [ 65 ] |
| "Panini"                                                | 2019 | Mike Diva                 | [ 66 ] |
| "Rodeo" (junto a Nas)                                   | 2020 | Bradley & Pablo           | [ 67 ] |
| "Holiday"                                               | 2020 | Gibson Hazard y Lil Nas X | [ 68 ] |
| "Montero (Call Me by Your Name)"                        | 2021 | Tanu Muino                | [ 69 ] |
| "Sun Goes Down"                                         | 2021 | Lil Nas X y Psycho Films  | [ 70 ] |
| "Industry Baby" (junto a Jack Harlow)                   | 2021 | Christian Breslauer       | [ 71 ] |
| "Thats What I Want"                                     | 2021 | Stillz                    | [ 72 ] |
| "Late to da Party" (junto a YoungBoy Never Broke Again) | 2022 | Gibson Hazard             | [ 73 ] |
| "J Christ"                                              | 2024 | Lil Nas X                 | [ 74 ] |

## Premios y nominaciones
| Premiación                       | Año  | Trabajo nominado                              | Categoría                                | Resultado | Ref.                 |
| -------------------------------- | ---- | --------------------------------------------- | ---------------------------------------- | --------- | -------------------- |
| American Music Awards            | 2019 | Lil Nas X                                     | Artista Nuevo del Año                    | Nominado  | [ 6 ]                |
| American Music Awards            | 2019 | «Old Town Road (Remix)» (con Billy Ray Cyrus) | Colaboración del Año                     | Nominado  | [ 6 ]                |
| American Music Awards            | 2019 | «Old Town Road (Remix)» (con Billy Ray Cyrus) | Canción Favorita de Rap/Hip Hop          | Ganador   | [ 6 ]                |
| American Music Awards            | 2019 | «Old Town Road (Remix)» (con Billy Ray Cyrus) | Vídeo Musical Favorito                   | Nominado  | [ 6 ]                |
| American Music Awards            | 2019 | «Old Town Road (Remix)» (con Billy Ray Cyrus) | Canción Favorita de Pop/Rock             | Nominado  | [ 6 ]                |
| American Music Awards            | 2021 | Lil Nas X                                     | Artista Masculino Pop Favorito           | Nominado  | [ 75 ]               |
| American Music Awards            | 2021 | «MONTERO (Call Me By Your Name)»              | Videoclip Favorito                       | Ganador   | [ 75 ]               |
| Apple Music Awards               | 2019 | «Old Town Road»                               | Canción del Año                          | Ganador   | [ 76 ]               |
| BBC Radio 1's Teen Awards        | 2019 | «Old Town Road»                               | Mejor Sencillo                           | Nominado  | [ 77 ]               |
| BET Awards                       | 2020 | Lil Nas X                                     | Mejor Artista Nuevo                      | Nominado  | [ 78 ]               |
| BET Hip Hop Awards               | 2019 | Lil Nas X                                     | Mejor Artista Nuevo Hip Hop              | Nominado  | [ 79 ]               |
| BET Hip Hop Awards               | 2019 | «Old Town Road (Remix)» (con Billy Ray Cyrus) | Sencillo del Año                         | Ganador   | [ 79 ]               |
| BET Hip Hop Awards               | 2019 | «Old Town Road (Remix)» (con Billy Ray Cyrus) | Mejor Colaboración                       | Ganador   | [ 79 ]               |
| BET Hip Hop Awards               | 2021 | «MONTERO (Call Me By Your Name)»              | Mejor Vídeo Hip Hop                      | Nominado  | [ 80 ] [ 81 ]        |
| BET Hip Hop Awards               | 2021 | «MONTERO (Call Me By Your Name)»              | Canción de Impacto                       | Nominado  | [ 80 ] [ 81 ]        |
| Billboard Music Awards           | 2020 | Lil Nas X                                     | Mejor Artista Nuevo                      | Nominado  | [ 82 ] [ 83 ]        |
| Billboard Music Awards           | 2020 | Lil Nas X                                     | Mejor Artista Masculino                  | Nominado  | [ 82 ] [ 83 ]        |
| Billboard Music Awards           | 2020 | Lil Nas X                                     | Mayor Logro en las Listas                | Nominado  | [ 82 ] [ 83 ]        |
| Billboard Music Awards           | 2020 | Lil Nas X                                     | Artista más Exitoso en el Hot 100        | Nominado  | [ 82 ] [ 83 ]        |
| Billboard Music Awards           | 2020 | Lil Nas X                                     | Artista con más Streaming                | Nominado  | [ 82 ] [ 83 ]        |
| Billboard Music Awards           | 2020 | Lil Nas X                                     | Artista más Vendido (Canciones)          | Nominado  | [ 82 ] [ 83 ]        |
| Billboard Music Awards           | 2020 | Lil Nas X                                     | Mejor Artista Rap                        | Nominado  | [ 82 ] [ 83 ]        |
| Billboard Music Awards           | 2020 | Lil Nas X                                     | Mejor Artista Rap Masculino              | Nominado  | [ 82 ] [ 83 ]        |
| Billboard Music Awards           | 2020 | «Old Town Road (Remix)» con Billy Ray Cyrus   | Mejor Canción Hot 100                    | Ganador   | [ 82 ] [ 83 ]        |
| Billboard Music Awards           | 2020 | «Old Town Road (Remix)» con Billy Ray Cyrus   | Canción con más Streaming                | Ganador   | [ 82 ] [ 83 ]        |
| Billboard Music Awards           | 2020 | «Old Town Road (Remix)» con Billy Ray Cyrus   | Canción más Vendida                      | Ganador   | [ 82 ] [ 83 ]        |
| Billboard Music Awards           | 2020 | «Old Town Road (Remix)» con Billy Ray Cyrus   | Mejor Colaboración                       | Nominado  | [ 82 ] [ 83 ]        |
| Billboard Music Awards           | 2020 | «Old Town Road (Remix)» con Billy Ray Cyrus   | Mejor Canción Rap                        | Ganador   | [ 82 ] [ 83 ]        |
| Bravo Otto                       | 2019 | Lil Nas X                                     | Mejor Artista Nuevo                      | Nominado  | [ 84 ]               |
| BreakTudo Awards                 | 2019 | Lil Nas X                                     | Mejor Artista Masculino Internacional    | Nominado  | [ 85 ]               |
| BreakTudo Awards                 | 2019 | «Old Town Road (Remix)» (con Billy Ray Cyrus) | Éxito Internacional del Año              | Nominado  | [ 85 ]               |
| Country Music Association Awards | 2019 | «Old Town Road (Remix)» (con Billy Ray Cyrus) | Evento Musical del Año                   | Ganador   | [ 86 ]               |
| Danish Music Awards              | 2019 | «Old Town Road (Remix)» (con Billy Ray Cyrus) | Canción del Año Internacional            | Nominado  | [ 87 ]               |
| GLAAD Media Awards               | 2020 | Lil Nas X                                     | Mejor Artista Musical                    | Ganador   | [ 88 ]               |
| Grammy Awards                    | 2020 | Lil Nas X                                     | Mejor Artista Nuevo                      | Nominado  | [ 7 ]                |
| Grammy Awards                    | 2020 | «Panini»                                      | Mejor Colaboración de Rap/Cantada        | Nominado  | [ 7 ]                |
| Grammy Awards                    | 2020 | «Old Town Road (Remix)» (con Billy Ray Cyrus) | Grabación del Año                        | Nominado  | [ 7 ]                |
| Grammy Awards                    | 2020 | «Old Town Road (Remix)» (con Billy Ray Cyrus) | Mejor Interpretación de Pop de Dúo/Grupo | Ganador   | [ 7 ]                |
| Grammy Awards                    | 2020 | «Old Town Road (Remix)» (con Billy Ray Cyrus) | Mejor Vídeo Musical                      | Ganador   | [ 7 ]                |
| Grammy Awards                    | 2020 | 7                                             | Álbum del Año                            | Nominado  | [ 7 ]                |
| Grammy Awards                    | 2022 | Montero                                       | Álbum del Año                            | Nominado  | [ 89 ]               |
| Grammy Awards                    | 2022 | «MONTERO (Call Me By Your Name)»              | Grabación del Año                        | Nominado  | [ 89 ]               |
| Grammy Awards                    | 2022 | «MONTERO (Call Me By Your Name)»              | Canción del Año                          | Nominado  | [ 89 ]               |
| Grammy Awards                    | 2022 | «MONTERO (Call Me By Your Name)»              | Mejor Videoclip                          | Nominado  | [ 89 ]               |
| Grammy Awards                    | 2022 | «Industry Baby»                               | Mejor Interpretación Melódica de Rap     | Nominado  | [ 89 ]               |
| iHeartRadio Music Awards         | 2020 | «Old Town Road»                               | Canción del Año                          | Nominado  | [ 90 ]               |
| iHeartRadio Music Awards         | 2020 | «Old Town Road»                               | Canción del Año Hip Hop                  | Nominado  | [ 90 ]               |
| iHeartRadio Music Awards         | 2020 | «Old Town Road (Remix)» (con Billy Ray Cyrus) | Mejor Vídeo Musical                      | Nominado  | [ 90 ]               |
| iHeartRadio Music Awards         | 2020 | «Old Town Road (Remix)» (con Billy Ray Cyrus) | Mejor Remezcla                           | Nominado  | [ 90 ]               |
| iHeartRadio Music Awards         | 2020 | Lil Nas X                                     | Mejor Artista Nuevo Pop                  | Nominado  | [ 90 ]               |
| iHeartRadio Music Awards         | 2020 | Lil Nas X                                     | Mejor Artista Nuevo Hip Hop              | Nominado  | [ 90 ]               |
| LOS40 Music Awards               | 2019 | Lil Nas X                                     | Mejor Artista Nuevo Internacional        | Nominado  | [ 91 ]               |
| LOS40 Music Awards               | 2021 | «MONTERO (Call Me By Your Name)»              | Mejor Canción Internacional              | Nominado  | [ 92 ]               |
| LOS40 Music Awards               | 2021 | «MONTERO (Call Me By Your Name)»              | Mejor Videoclip Internacional            | Nominado  | [ 92 ]               |
| MTV Europe Music Awards          | 2019 | Lil Nas X                                     | Mejor Artista Nuevo                      | Nominado  | [ 93 ]               |
| MTV Europe Music Awards          | 2019 | Lil Nas X                                     | Mejor Look                               | Nominado  | [ 93 ]               |
| MTV Europe Music Awards          | 2019 | Lil Nas X                                     | Mejor Artista Estadounidense             | Nominado  | [ 93 ]               |
| MTV Europe Music Awards          | 2019 | «Old Town Road (Remix)» (con Ray Cyrus)       | Mejor Canción                            | Nominado  | [ 93 ]               |
| MTV Europe Music Awards          | 2019 | «Old Town Road (Remix)» (con Ray Cyrus)       | Mejor Video                              | Nominado  | [ 93 ]               |
| MTV Europe Music Awards          | 2019 | «Old Town Road (Remix)» (con Ray Cyrus)       | Mejor Colaboración                       | Nominado  | [ 93 ]               |
| MTV Europe Music Awards          | 2021 | Lil Nas X                                     | Mejor Artista                            | Nominado  | [ 94 ]               |
| MTV Europe Music Awards          | 2021 | Lil Nas X                                     | Mejor Artista Estadounidense             | Nominado  | [ 94 ]               |
| MTV Europe Music Awards          | 2021 | «MONTERO (Call Me By Your Name)»              | Mejor Canción                            | Nominado  | [ 94 ]               |
| MTV Europe Music Awards          | 2021 | «MONTERO (Call Me By Your Name)»              | Mejor Video                              | Ganador   | [ 94 ]               |
| MTV Europe Music Awards          | 2021 | «MONTERO (Call Me By Your Name)»              | Video por un Bien                        | Nominado  | [ 94 ]               |
| MTV Europe Music Awards          | 2021 | «Industry Baby»                               | Mejor Colaboración                       | Nominado  | [ 94 ]               |
| MTV Millennial Awards            | 2021 | «MONTERO (Call Me By Your Name)»              | Hit Global Del Año                       | Nominado  | [ 95 ]               |
| MTV Video Music Awards           | 2019 | Lil Nas X                                     | Mejor Artista Nuevo                      | Nominado  | [ 8 ]                |
| MTV Video Music Awards           | 2019 | «Old Town Road (Remix)» (con Billy Ray Cyrus) | Vídeo del Año                            | Nominado  | [ 8 ]                |
| MTV Video Music Awards           | 2019 | «Old Town Road (Remix)» (con Billy Ray Cyrus) | Canción del Año                          | Ganador   | [ 8 ]                |
| MTV Video Music Awards           | 2019 | «Old Town Road (Remix)» (con Billy Ray Cyrus) | Mejor Colaboración                       | Nominado  | [ 8 ]                |
| MTV Video Music Awards           | 2019 | «Old Town Road (Remix)» (con Billy Ray Cyrus) | Mejor Vídeo Hip Hop                      | Nominado  | [ 8 ]                |
| MTV Video Music Awards           | 2019 | «Old Town Road (Remix)» (con Billy Ray Cyrus) | Canción del verano                       | Nominado  | [ 8 ]                |
| MTV Video Music Awards           | 2019 | «Old Town Road (Remix)» (con Billy Ray Cyrus) | Mejor Dirección                          | Ganador   | [ 8 ]                |
| MTV Video Music Awards           | 2019 | «Old Town Road (Remix)» (con Billy Ray Cyrus) | Mejor Edición                            | Nominado  | [ 8 ]                |
| MTV Video Music Awards           | 2019 | «Old Town Road (Remix)» (con Billy Ray Cyrus) | Mejor Dirección Artística                | Nominado  | [ 8 ]                |
| MTV Video Music Awards           | 2021 | «MONTERO (Call Me By Your Name)»              | Video del Año                            | Ganador   | [ 96 ] [ 97 ] [ 98 ] |
| MTV Video Music Awards           | 2021 | «MONTERO (Call Me By Your Name)»              | Video por un Bien                        | Nominado  | [ 96 ] [ 97 ] [ 98 ] |
| MTV Video Music Awards           | 2021 | «MONTERO (Call Me By Your Name)»              | Mejor Dirección                          | Ganador   | [ 96 ] [ 97 ] [ 98 ] |
| MTV Video Music Awards           | 2021 | «MONTERO (Call Me By Your Name)»              | Mejor Dirección Artística                | Nominado  | [ 96 ] [ 97 ] [ 98 ] |
| MTV Video Music Awards           | 2021 | «MONTERO (Call Me By Your Name)»              | Mejores Efectos Visuales                 | Ganador   | [ 96 ] [ 97 ] [ 98 ] |
| MTV Video Music Awards           | 2021 | «Industry Baby»                               | Canción del verano                       | Nominado  | [ 96 ] [ 97 ] [ 98 ] |
| MTV Video Play Awards            | 2019 | «Old Town Road (Remix)» (con Billy Ray Cyrus) | Mejor Video                              | Ganador   | [ 99 ]               |
| Nickelodeon Kids' Choice Awards  | 2020 | «Old Town Road»                               | Canción Favorita                         | Nominado  | [ 100 ]              |
| Nickelodeon Kids' Choice Awards  | 2020 | «Old Town Road»                               | Colaboración Musical Favorita            | Nominado  | [ 100 ]              |
| Nickelodeon Kids' Choice Awards  | 2020 | Lil Nas X                                     | Artista Masculino Favorito               | Nominado  | [ 100 ]              |
| Nickelodeon Kids' Choice Awards  | 2020 | Lil Nas X                                     | Artista Nuevo Favorito                   | Ganador   | [ 100 ]              |
| NRJ Music Awards                 | 2019 | Lil Nas X                                     | Revelación Internacional del Año         | Nominado  | [ 101 ]              |
| NRJ Music Awards                 | 2019 | Lil Nas X y Billy Ray Cyrus                   | Dúo/Grupo Internacional del Año          | Nominado  | [ 101 ]              |
| NRJ Music Awards                 | 2019 | «Old Town Road (Remix)» (con Billy Ray Cyrus) | Canción del Año Internacional            | Nominado  | [ 101 ]              |
| NRJ Music Awards                 | 2019 | «Old Town Road (Remix)» (con Billy Ray Cyrus) | Vídeo del Año                            | Nominado  | [ 101 ]              |
| NRJ Music Awards                 | 2021 | Lil Nas X                                     | Artista Masculino Internacional del Año  | Nominado  | [ 102 ]              |
| NRJ Music Awards                 | 2021 | «MONTERO (Call Me By Your Name)»              | Vídeo del Año                            | Nominado  | [ 102 ]              |
| People's Choice Awards           | 2019 | Lil Nas X                                     | Artista Masculino de 2019                | Nominado  | [ 103 ]              |
| People's Choice Awards           | 2019 | «Old Town Road (Remix)» (con Billy Ray Cyrus) | Canción del 2019                         | Nominado  | [ 103 ]              |
| People's Choice Awards           | 2020 | Lil Nas X                                     | Estrella con Estilo de 2020              | Nominado  | [ 104 ]              |
| People's Choice Awards           | 2021 | Lil Nas X                                     | El Artista Masculino de 2021             | Pendiente | [ 105 ]              |
| People's Choice Awards           | 2021 | Lil Nas X                                     | La Estrella Social de 2021               | Pendiente | [ 105 ]              |
| People's Choice Awards           | 2021 | Montero                                       | El Álbum de 2021                         | Pendiente | [ 105 ]              |
| People's Choice Awards           | 2021 | «MONTERO (Call Me By Your Name)»              | La Canción de 2021                       | Pendiente | [ 105 ]              |
| People's Choice Awards           | 2021 | «MONTERO (Call Me By Your Name)»              | El Videoclip de 2021                     | Pendiente | [ 105 ]              |
| People's Choice Awards           | 2021 | «Industry Baby»                               | La Colaboración de 2021                  | Pendiente | [ 105 ]              |
| Queerty Awards                   | 2019 | Lil Nas X                                     | Mejor Salida del Armario                 | Ganador   | [ 106 ]              |
| Rockbjörnen                      | 2021 | «MONTERO (Call Me By Your Name)»              | Canción Extranjera del Año               | Nominado  | [ 107 ]              |
| Streamy Awards                   | 2019 | Lil Nas X                                     | Artista Revelación                       | Ganador   | [ 108 ]              |
| Swiss Music Awards               | 2020 | «Old Town Road»                               | Mejor Éxito Internacional                | Nominado  | [ 109 ]              |
| Teen Choice Awards               | 2019 | Lil Nas X                                     | Mejor Artista Masculino                  | Nominado  | [ 110 ]              |
| Teen Choice Awards               | 2019 | Lil Nas X                                     | Mejor Artista Revelación                 | Nominado  | [ 110 ]              |
| Teen Choice Awards               | 2019 | «Old Town Road»                               | Mejor Canción de Artista Masculino       | Nominado  | [ 110 ]              |
| Teen Choice Awards               | 2019 | «Old Town Road (Remix)» (con Billy Ray Cyrus) | Mejor Colaboración                       | Nominado  | [ 110 ]              |
| Teen Choice Awards               | 2019 | «Old Town Road (Remix)» (con Billy Ray Cyrus) | Mejor Canción de R&B/Hip Hop             | Ganador   | [ 110 ]              |